# 日本国外のリーグに所属する日本人サッカー選手一覧
この項目は現在および過去に日本国外のサッカーリーグに所属した日本人サッカー選手の一覧である。